# Прыжки в воду на летней Универсиаде 2015 — синхронные прыжки с вышки, 10 метров (женщины)
Соревнования по синхронным прыжкам с 10-метровой вышки среди женщин на летней Универсиаде 2015 в Кванджу прошли 6 июля 2015 года. В соревновании приняли участие 10 спортсменок из 5 стран.

## Расписание соревнования
| Дата   | Время | Стадия |
| 6 июля | 15:00 | Финал  |
| ------ | ----- | ------ |

## Финал
| № | Команда                            | Баллы | Баллы | Баллы | Баллы | Баллы | Баллы  |
| № | Команда                            | 1П    | 2П    | 3П    | 4П    | 5П    | Всего  |
| - | ---------------------------------- | ----- | ----- | ----- | ----- | ----- | ------ |
| 1 | Кэрол-Энн Уор / Селина Джейн Тот   | 48,00 | 49,20 | 71,04 | 65,70 | 63,36 | 297,30 |
| 2 | Ко Ын Джи / Мун На Юн              | 49,20 | 46,20 | 66,36 | 66,12 | 54,00 | 281,88 |
| 3 | Ван Хань / Ван Ин                  | 49,20 | 46,20 | 69,30 | 57,60 | 59,52 | 281,82 |
| 4 | Карла Ривас Гонсалез / Мариса Диаз | 45,60 | 46,20 | 61,20 | 53,46 | 64,32 | 270,78 |
| 5 | Анастасия Козлова / Элина Ридель   | 45,60 | 50,40 | 45,60 | 61,77 | 51,33 | 254,70 |